# Fiordland National Park

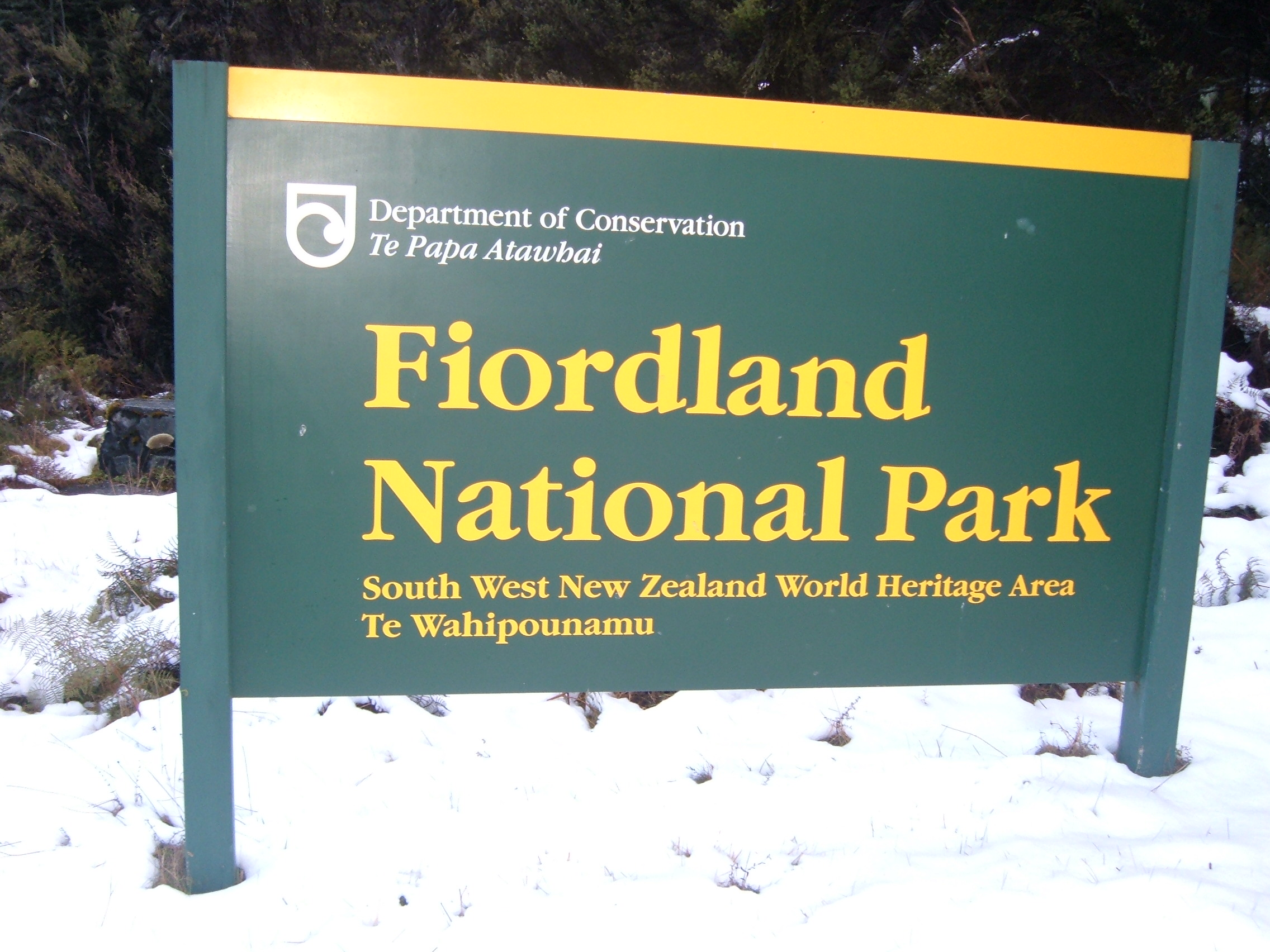
Wejście do Parku Narodowego Fiordland

Fiordland National Park – największy park narodowy spośród 13 parków narodowych Nowej Zelandii, obejmuje obszar 12 500 km². Położony w południowo-zachodniej części Wyspy Południowej, w Alpach Południowych.
Jest to teren górzysto-wyżynny, zbudowany z prekambryjskich paleozoicznych granitów i gnejsów, poprzecinany dolinami.  Najważniejszym elementem krajobrazu, jak i całej Nowej Zelandii, są fiordy, przekształcone przez lodowiec z plejstocenu dawne doliny rzeczne o stromych zboczach, wypełnione dzisiaj wodą morską. Najsłynniejszym fiordem jest Fiord Milforda mający swój początek w Zatoce Milforda i ciągnący się przez 19 km.
Na terenie parku biegnie znany w Nowej Zelandii i na świecie szlak Milford.
W dniu 15 lipca 2009 w rejonie parku wystąpiło trzęsienie ziemi o sile 7,8 stopni w skali Richtera.
Epicentrum znajdowało się w pobliżu Dusky Sound na terenie parku. Osuwiska na terenie Parku Narodowego Fiordland spowodowały zniszczenie ogromnych połaci lasów.